# Конвеј (Мисури)
Конвеј (енгл. Conway) град је у америчкој савезној држави Мисури.

## Демографија
По попису из 2010. године број становника је 788, што је 45 (6,1%) становника више него 2000. године.
| Група             | 2000.       | 2010.       |
| Белци             | 719 (96,8%) | 735 (93,3%) |
| Афроамериканци    | 0 (0,0%)    | 3 (0,4%)    |
| Азијати           | 0 (0,0%)    | 1 (0,1%)    |
| Хиспаноамериканци | 17 (2,3%)   | 22 (2,8%)   |
| Укупно            | 743         | 788         |